# طراحی مبلمان

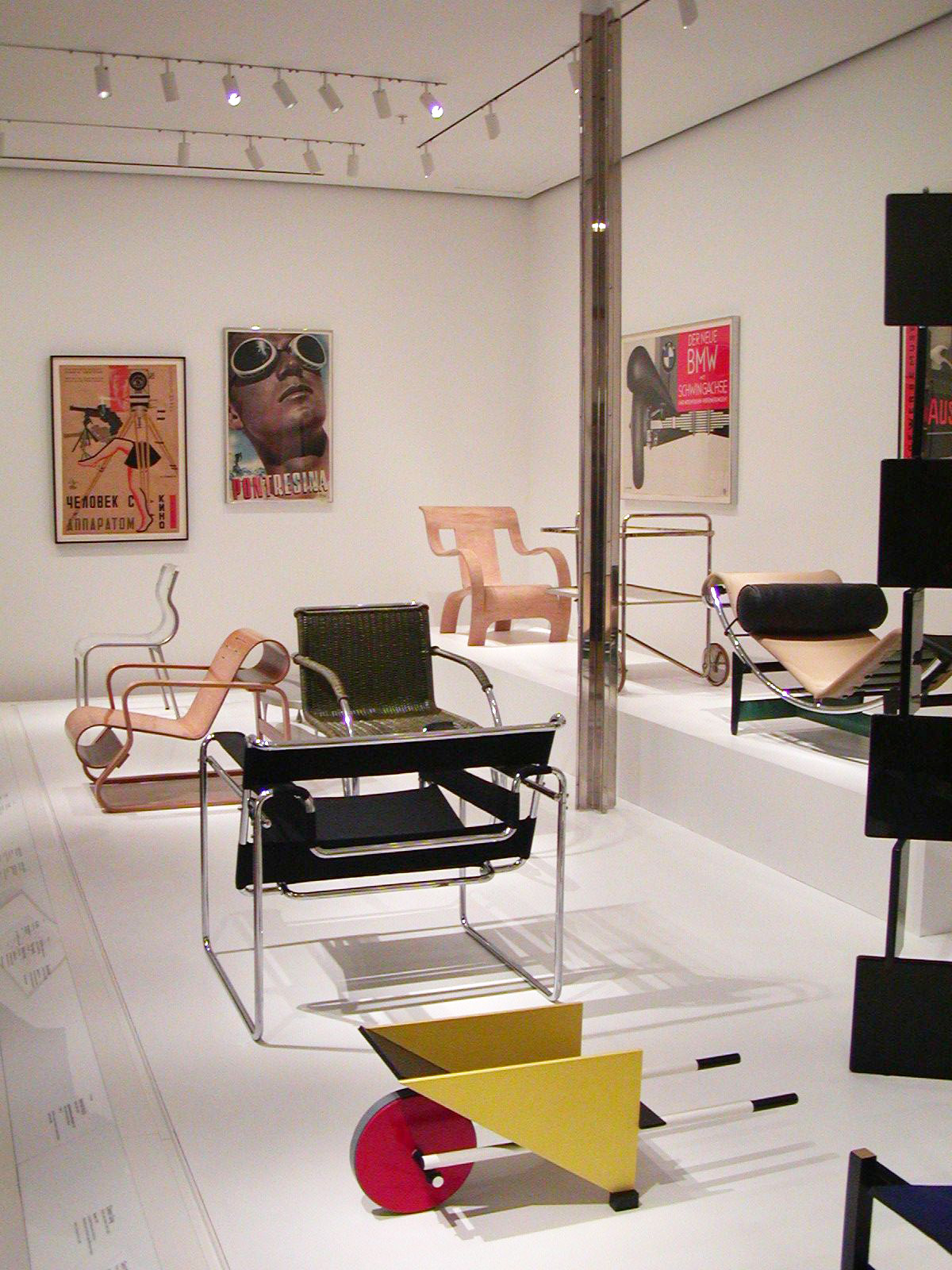
مبلمان طراحی شده توسط طراحان مختلف، به نمایش گذاشته شده در ام‌اُ‌ام‌ای، نیویورک

طراحی مبلمان (به انگلیسی: Furniture Design)، (به آلمانی: Möbeldesign) حوزه‌ای از طراحی محصول است که به طراحی مبلمان می‌پردازد.
طراحی مبلمان شامل طراحی طیف گسترده‌ای از مبلمان است. هدف یک طراح مبلمان این است که تمام مبلمان را با توجه به جنبه‌های کاربردی، زیبایی شناختی و کاربر پسند طراحی کند. این رشته طراحی که در یک چارچوب هنری تعبیه شده است، بر اساس گرایش‌های کلی و مضامین مُد است، یا سعی می‌کند دستورالعمل‌هایی را برای روندهای جدید یا تغییر سبک ارائه دهد. طراحی مبلمان یک فرایند پویا است که شامل حوزه‌های تحقیق و توسعه و همچنین ساخت از نمونهٔ اولیه تا کالای تولید نهایی، مبلمان است.

## آموزش و تخصص در طراحی مبلمان

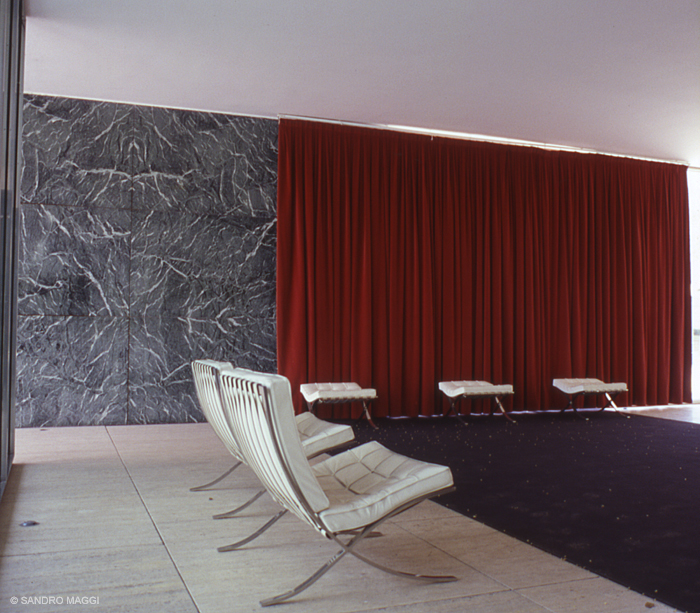
پاویون بارسلونا، طراحی و اجرای مبلمان توسط: میس فن در روهه، ۱۹۲۹ میلادی

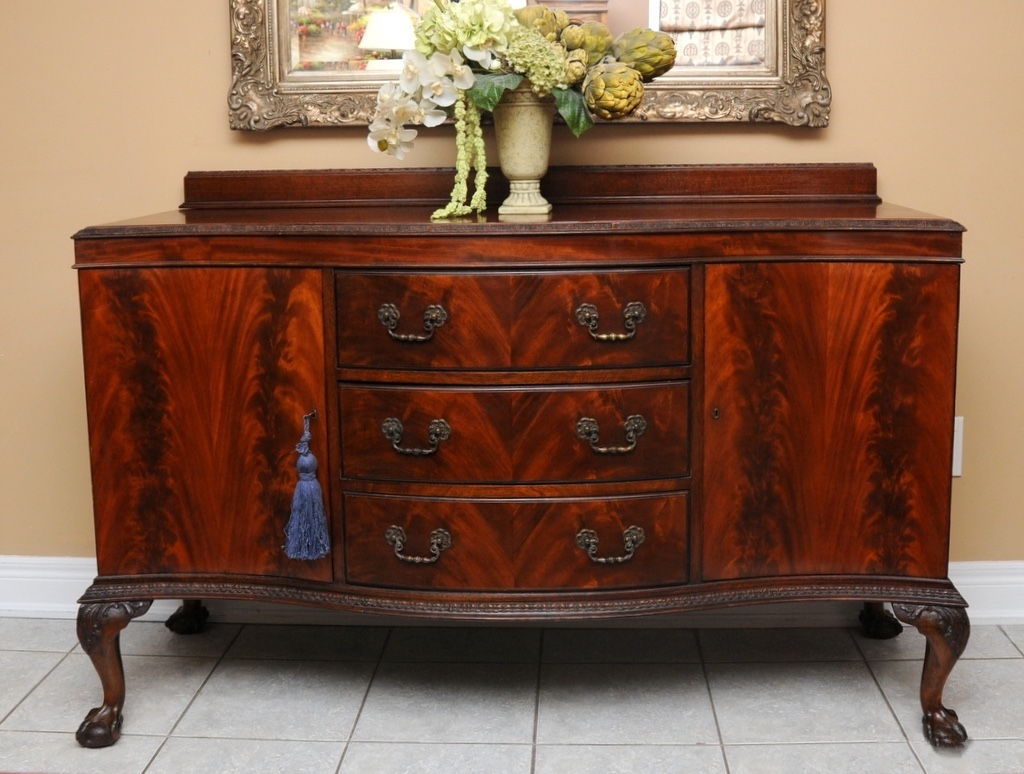
توماس چیپندیل، بوفه

طراحان خلاق به دانش فنی و روشی همراه با دانش مرتبط با تولید، اقتصاد و همچنین شناخت شکل‌ها، رنگ‌ها، ارگونومی و روند طراحی نیاز دارند. حرفهٔ طراح مبلمان نیازمند دانش مهندسی فرایند، فن‌آوری ساخت مبلمان و مصالح ساخت و ساز است. علاوه بر این، تحصیلات آکادمیک به شناخت بنیادین تاریخ هنر و همین‌طور ارزیابی اجتماعی اهمیت می‌دهد.
مبل چستر یکی از سبک‌های محبوب و کلاسیک مبلمان است که معمولاً با لمسه‌دوزی در پشتی و دسته‌ها، طراحی سنگین و پارچه‌های چرمی یا مخمل شناخته می‌شود.

به‌طور سنتی، مبلمان توسط نجاران ساخته می‌شد؛ اما با آغاز دورهٔ صنعتی‌شدن، این امر تغییر کرد. کارخانه‌ها قبلاً بخش طراحی خود را داشتند. با وجود استفاده از محصولات صنعتی نیمه نهایی، از مبلمان ساخته شده توسط نجار به عنوان طراحی یاد نمی‌شود، بلکه به عنوان کارِ دستی یا صنایع دستی شناخته می‌شود.
تا اواسط قرن بیستم میلادی تقریباً هیچ طراح مبلمانی وجود نداشت. آن‌ها عمدتاً طراحان و معمارانی همه‌کاره و نیز تعدادی مهندس بودند که مبلمان نیز طراحی می‌کردند. در حال حاضر افراد متخصص در طراحی مبلمان معمولاً دارای مدرک دانشگاهی در زمینهٔ طراحی داخلی یا طراحی محصول هستند. ورود غیر مستقیم به این رشته نیز از طریق آموزش صنایع دستی مانند کارآموزی نجاری امکان‌پذیر است.
بیشترین تعمیق و تخصص در طراحی مبلمان، مربوط به انواع نشیمن و صندلی است. چارلز ایمز صندلی‌های متعددی به‌ویژه مبلمان اداری و اشتفان هایلیگر مبلمان و صندلی‌های راحتی روکش‌دار متعددی طراحی کردند.
به‌طور دقیق، طراحی آشپزخانه و طراحی نور بخشی از طراحی مبلمان محسوب نمی‌شوند.

## تاریخچه طراحی مبلمان

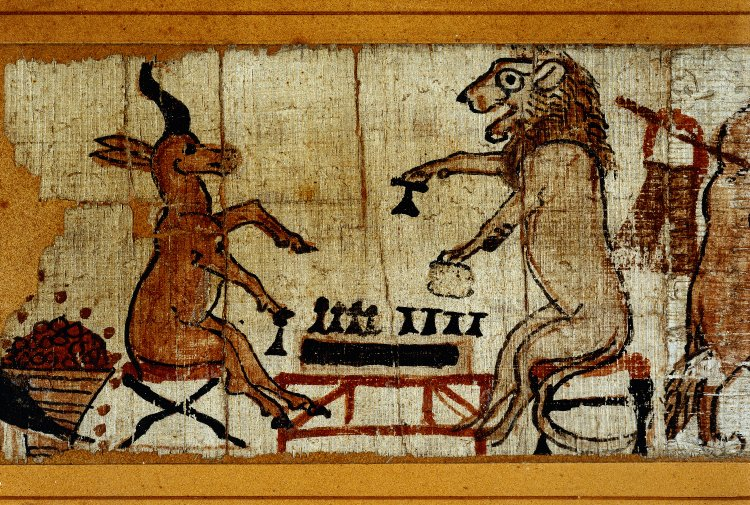
چهارپایهٔ ضربدری، میز بازی و چهارپایه، نقش روی پاپیروس مصری، ۱۱۵۰–۱۲۵۰ پیش از میلاد

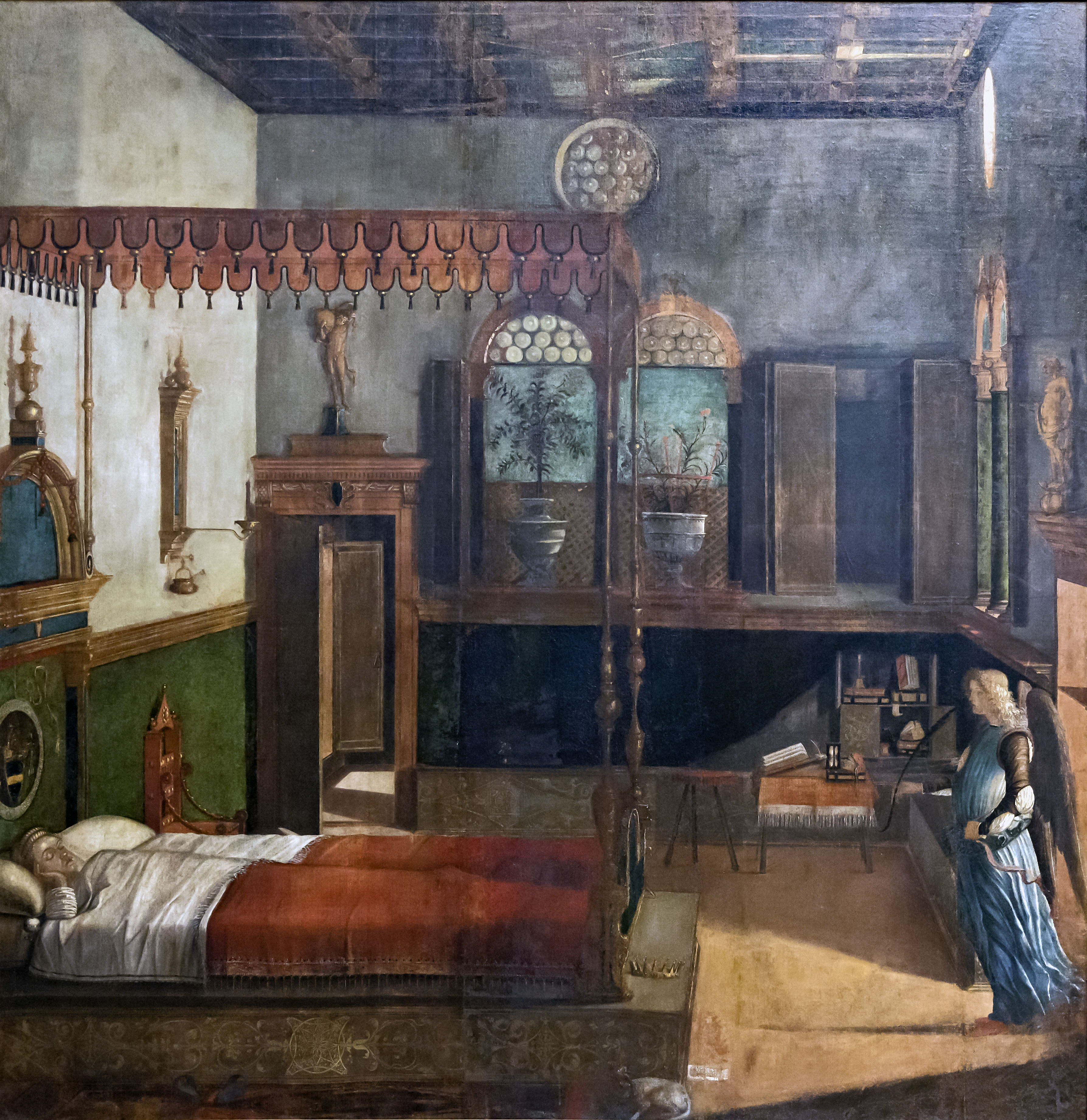
اتاق نشیمن و اتاق خواب ونیزی با تخت، میز، چهارپایه، کمد و قفسهٔ توکار، ۱۴۹۵ میلادی

تختخواب و صندوق احتمالاً اولین تجهیزات مبلمان بودند. به دنبال آن مبلمان ساده مانند صندلی، میز و میز تحریر اضافه شدند. تا قرون وسطی و رنسانس، کاربرد مبلمان بسیار کم بود و عمدتاً در قلعه‌ها و صومعه‌ها استفاده می‌شد. چندین قرن طول کشید تا خانه‌ها و آپارتمان‌ها با مبلمان تجهیز شوند.
تخصص در طراحی مبلمان به زمان صنایع دست‌ساز در قرن هفدهم میلادی بازمی‌گردد. از اواسط قرن هفدهم (دوران پیشاصنعتی)، انگیزه‌هایی برای تجدید و کمال دکوراسیون داخلی به‌طور کلی و مبلمان به‌طور خاص، برای استفاده در دربار سلطنتی از فرانسه وارد شد. ژان-باتیست کولبر برنامهٔ تجدید و متمرکز کردن صنایع دستی و هنرها را که بین سالهای ۱۶۶۲ و ۱۶۶۷ میلادی در زمان سلطنت آنری ناوار آغاز شده بود ادامه داد. در سال ۱۶۶۲ میلادی، کارخانهٔ سلطنتی ملیله و اثاثیهٔ تاج (به فرانسوی: Manufacture Royale des Tapisseries et des Meubles de la Couronne) تأسیس شد که منجر به ایجاد تعدادی مؤسسهٔ مشابه دیگر شد. اولین مدیر کارخانه، نقاش دربار پادشاه، شارل لو برن بود، که مدتی نیز مدیر آکادمی سلطنتی نقاشی و مجسمه‌سازی بود. با همکاری آکادمی‌های هنر و علم که توسط کولبر تأسیس شد، سبکِ باروک تجملی لوئی چهاردهم توسعه یافت که در سراسر اروپا تعیین کنندهٔ سبک شد. تا قرن هجدهم، فرانسه در طراحی مبلمان اروپایی با سبک‌های لوئی پانزدهم و لوئی شانزدهم تا زمان سبک امپراتوری تأثیرگذار باقی ماند. آثار آبراهام و داوید رونتگن آلمانی که در سرتاسر اروپا مورد تقاضا بودند، از کابینت‌سازان و مبلمان‌سازان برجستهٔ قرن هجدهم بودند.

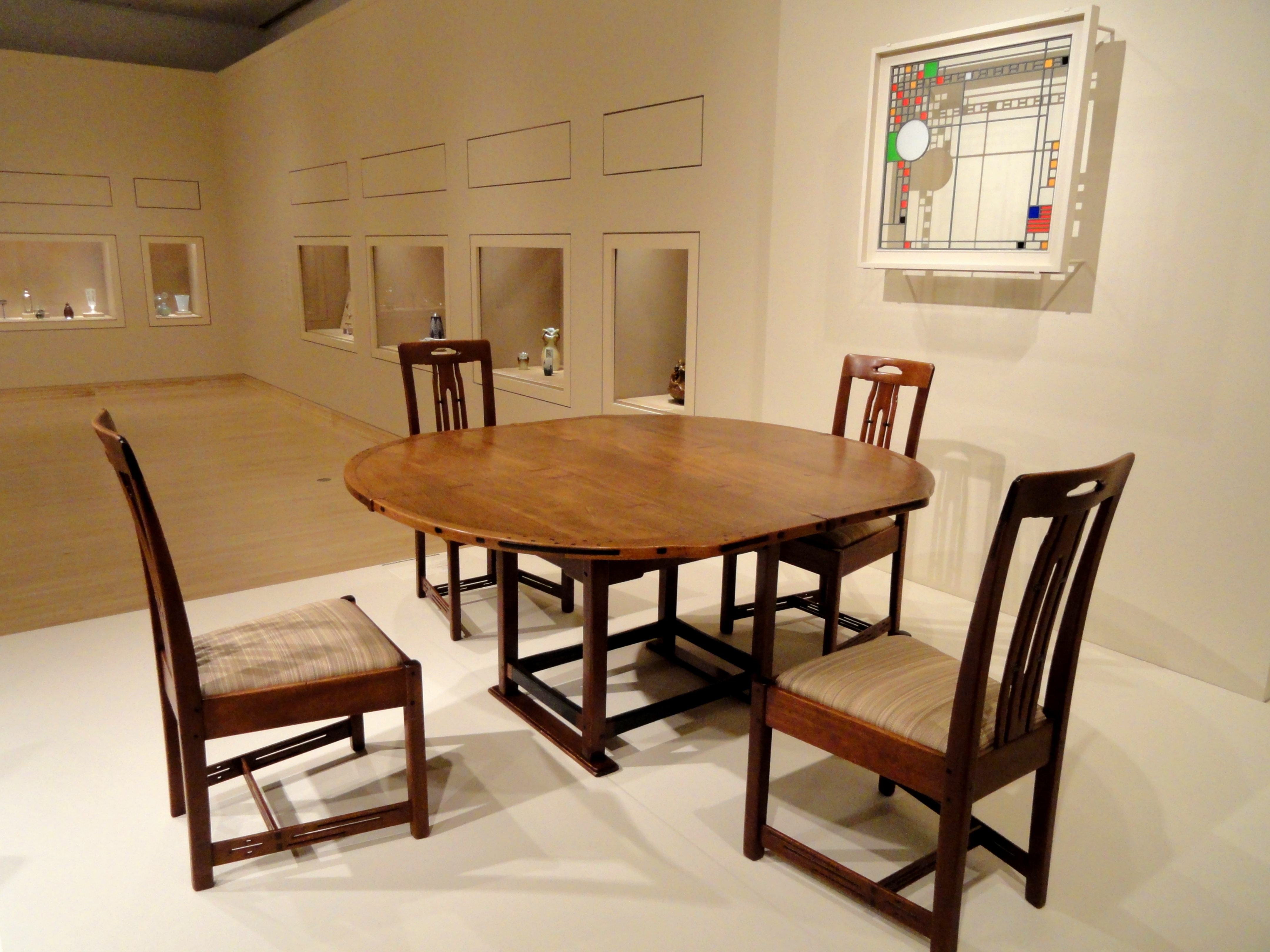
اتاق غذاخوری اثر: گرینه و گرینه، ۱۹۰۸ میلادی

انگیزهٔ جدیدی با جنبش هنر و صنایع دستی از انگلستان به وجود آمد که در آغاز قرن نوزدهم ستایش از صنایع دستی را تبلیغ کرد و ایده‌های آن توسط طراحان آر نُوو توسعه یافت. طراحی مبلمان از قرن نوزدهم میلادی در آلمان عمدتاً در مدارس هنر و صنایع دستی تدریس می‌شد.

## نگارخانه

منتخبی از طرح‌های صندلی‌های نمادین
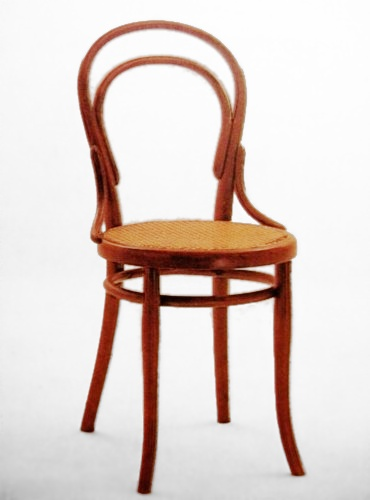
مایکل تونت، صندلی کنارهٔ شمارهٔ ۱۴، ۱۸۵۹ میلادی
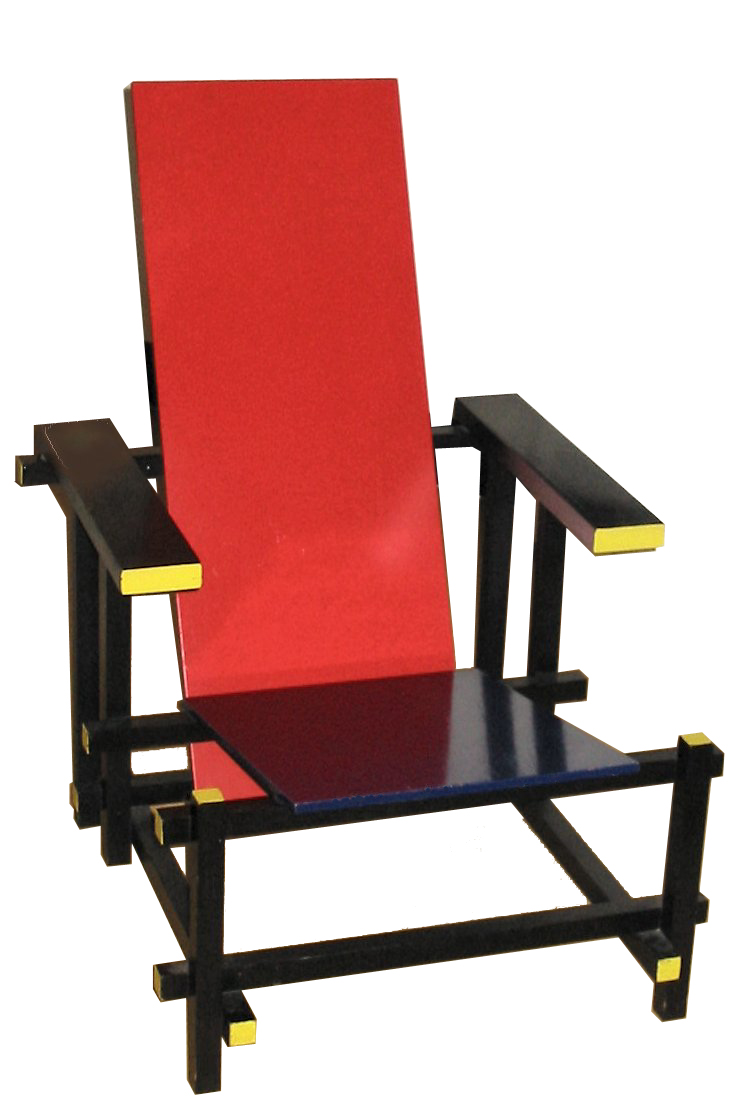
خریت ریتفلد، صندلی قرمز و آبی، ۱۹۱۷ میلادی
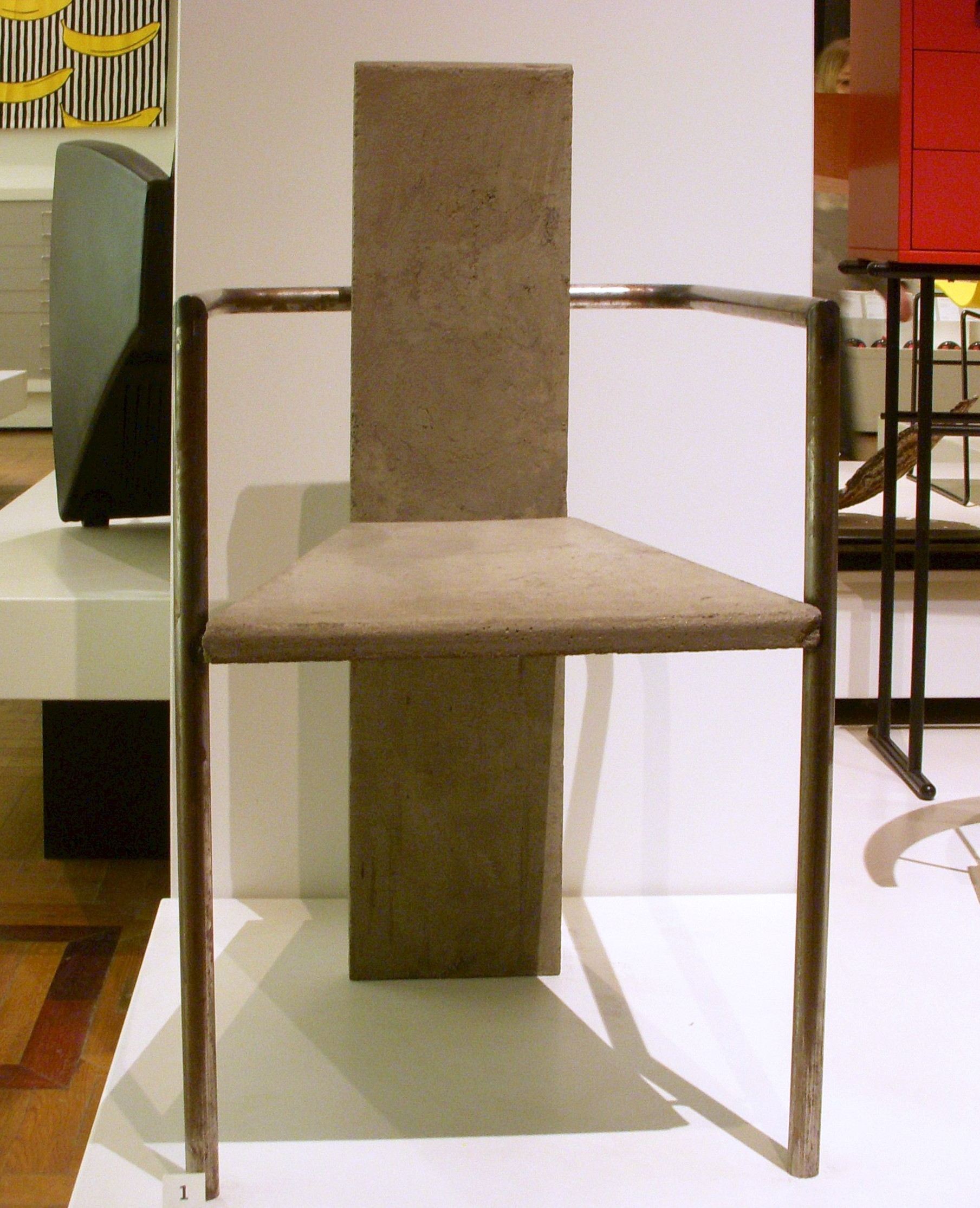
یوناس بوهلین، بتن، ۱۹۸۱ میلادی
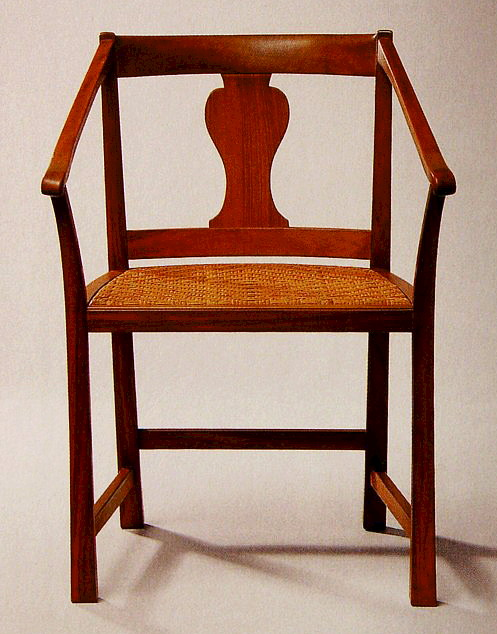
کارل مالمستین، صندلی تالار شهر، ۱۹۱۵ میلادی
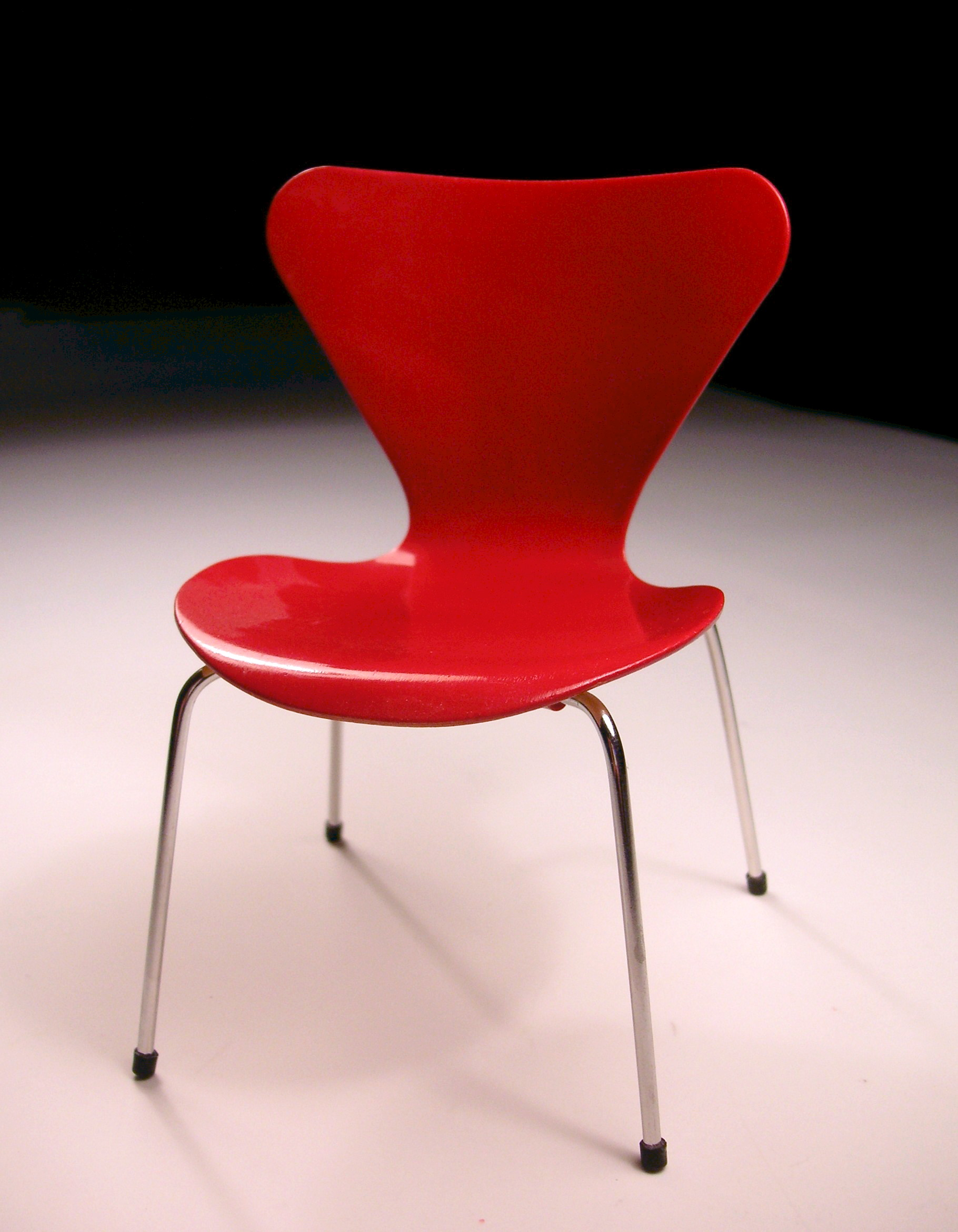
آرنه یاکوبسن، صندلی مدل ۳۱۰۷، ۱۹۵۵ میلادی
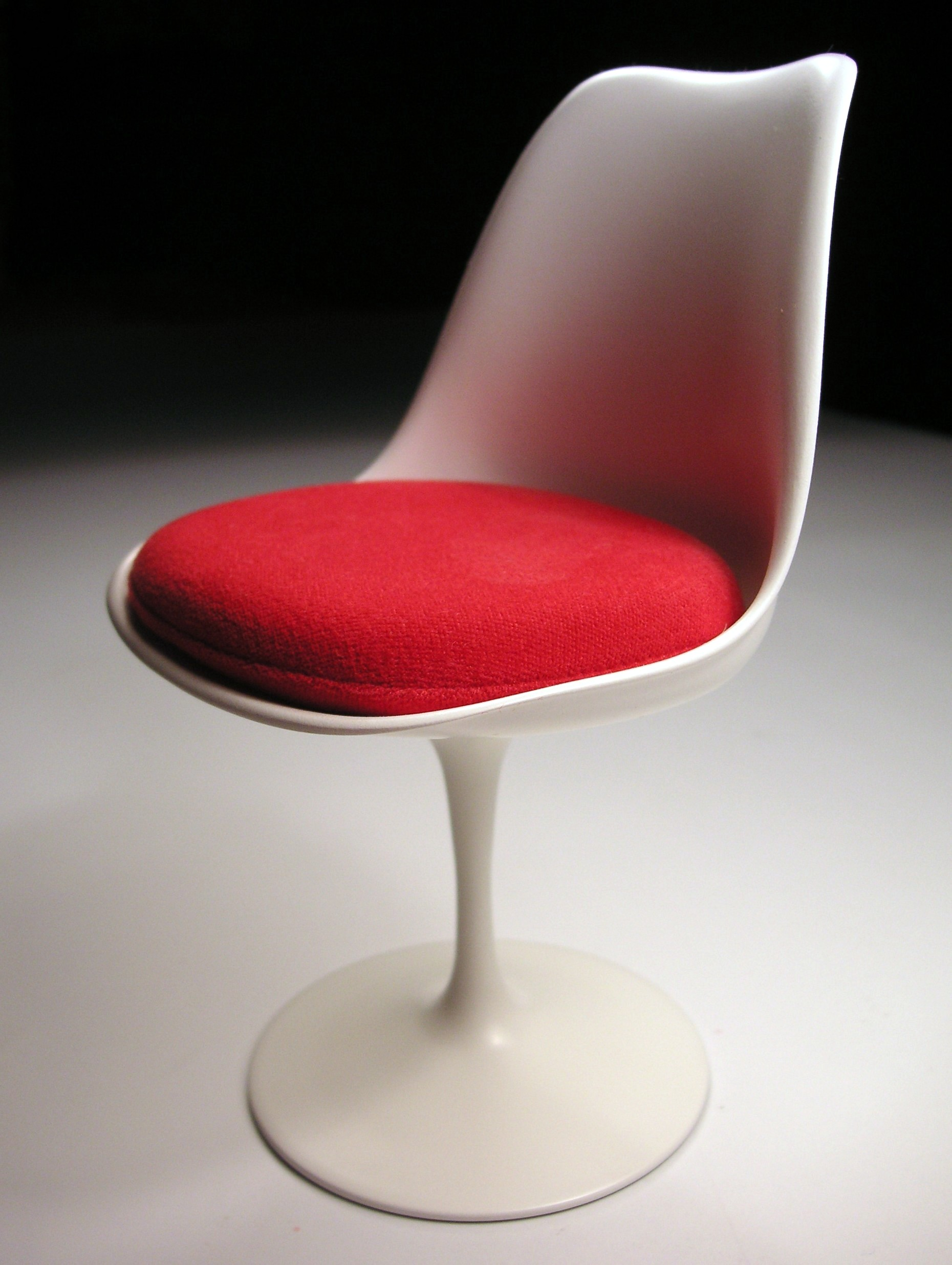
ارو سارینن، صندلی لاله، ۱۹۵۶ میلادی
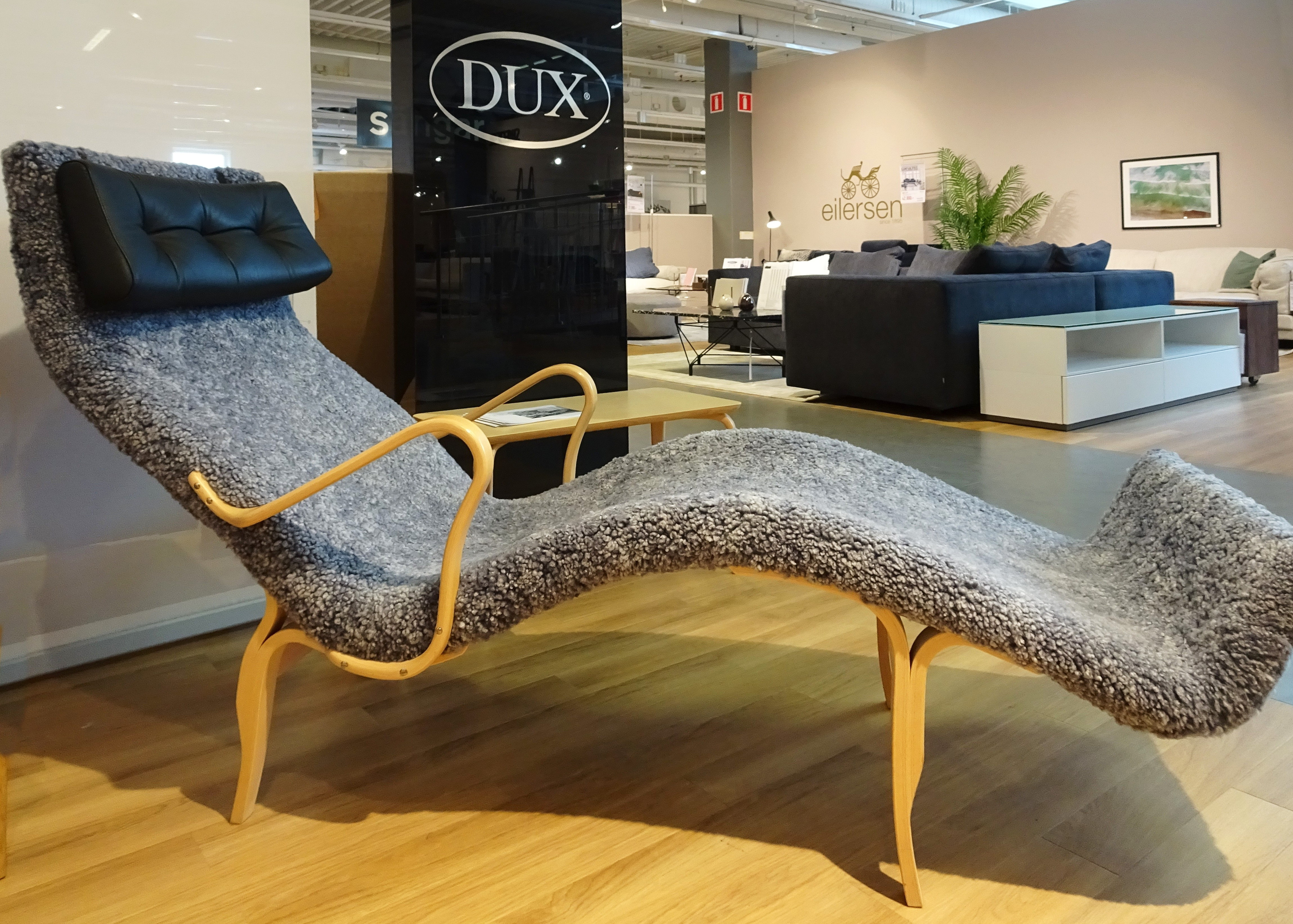
برونو ماتسون، صندلی راحتی پرنیلا ۳، ۱۹۴۴ میلادی
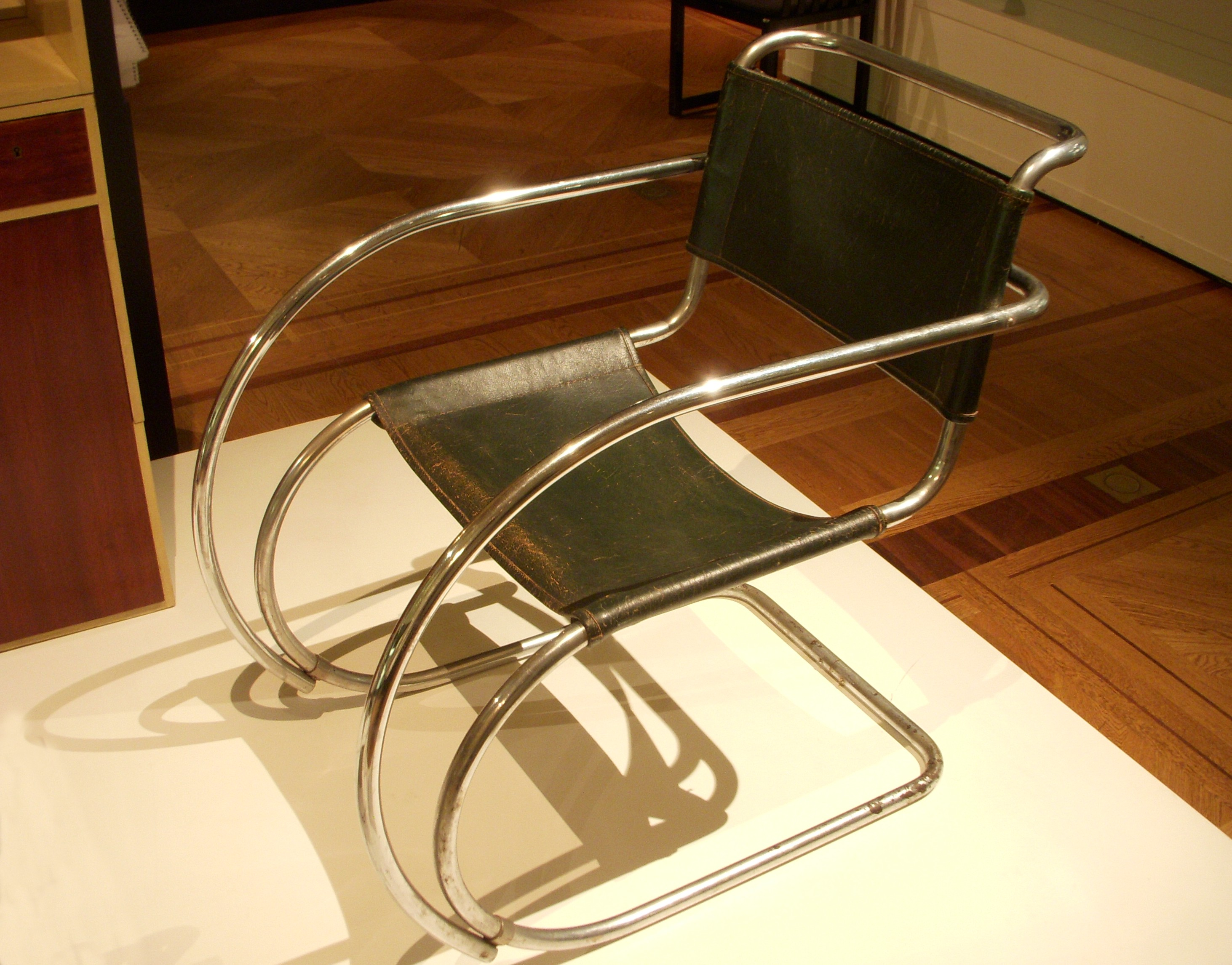
لودویگ میس فن در روهه، صندلی ام‌آر۱۰، ۱۹۲۷ میلادی

## ادبیات
- برند پولستر: «طراحی داخلی آلمان، کلاسیک»، دو مون، کلن، ۲۰۰۸ میلادی. شابک: ۹۷۸-۳-۸۳۲۱-۷۷۶۷-۶.
- افا بی. اوتیلینگر (ویرایشگر): «طراحی مبلمان دههٔ ۵۰ میلادی»، وین، ۲۰۰۵ میلادی. شابک: ۳-۲۰۵-۷۷۳۷۶-۴.
- آلبرشت بنگرت: «طراحی مبلمان ایتالیایی»، کلاسیک از ۱۹۴۵ میلادی تا امروز، مونیخ: بانگرت-ورل، ۱۹۹۲ میلادی. شابک: ۳-۹۲۵۵۶۰-۰۱-۷.